# Фолькванг
Фóлькванг (Поле людей або Поле армії; давньоскан. Fólkvangr) — луки або поле, котрим править богиня Фрея, туди потрапляє половина полеглих у бою, у той час, як інша половина потрапляє у Вальгаллу до Одіна. Фолькванг згадується у «Старшій Едді» і «Молодшій Едді», котрі були упоряковані у XIII столітті. Згідно «Молошій Едді», там розташовувався головний зал Фреї Сессрумнір (Sessrúmnir).

## Згадки
В одному з віршів «Мови Грімніра» «Старшої Едди» Одін (замаскований під іменем Грімнір) розповідає молодому Агнару, що Фрейя виокремлює місця для однієї половини померлих у Фолькванзі, в той час як Одін відправляє іншу половину в Вальгаллу: Уривок з «Мови Грімніра» (переклад Віталія Кривоноса):
14 Фолькванг — дев'ятий,
Фрейя там править,
сидячи в залі;
половину полеглих
щодня там збирає,
Одін — всіх інших.

## У сучасному світі
На початку XX століття Карл Ернст Остхаус розробив «Folkwang-Gedanke» або «Folkwang-Konzept», за яким мистецтво і життя можна узгодити. З цієї концепції були засновані кілька культурних установ з використанням імені Folkwang (німецьке написання Fólkvangr), зокрема Музей Фолькванг в Ессені (відкритий в 1902 році) та Університет мистецтв (відкритий у 1927)